# Liste der Kulturdenkmale in Apenburg-Winterfeld
In der Liste der Kulturdenkmale in Apenburg-Winterfeld sind alle  Kulturdenkmale der Gemeinde Apenburg-Winterfeld und ihrer Ortsteile aufgelistet. Grundlage ist das Denkmalverzeichnis des Landes Sachsen-Anhalt, das auf Basis des Denkmalschutzgesetzes des Landes Sachsen-Anhalt vom 21. Oktober 1991 durch das Landesamt für Denkmalpflege und Archäologie Sachsen-Anhalt erstellt und seither laufend ergänzt wurde (Stand: 31. Dezember 2017).

## Kulturdenkmale nach Ortsteilen

### Apenburg
| Lage | Bezeichnung  | Beschreibung                       | Erfassungs- nummer | Ausweisungsart | Bild           |
| --- | ------------ | ---------------------------------- | ------------------ | -------------- | -------------- |
| südlich außerhalb der Ortslage (Karte) | Burg         |                                    | 094 30524          | Baudenkmal     | Weitere Bilder |
| Altes Tor 1, (2), 3, 4 (Karte) | Häusergruppe |                                    | 094 30526          | Denkmalbereich | BW             |
| Hinterstraße (Karte) | Kirche       | St. Johannis Baptistae             | 094 30529          | Baudenkmal     | Weitere Bilder |
| Hinterstraße 6 (Karte) | Herrenhaus   | „Altes Schloß“, Gemeindeverwaltung | 107 15003          | Baudenkmal     | BW             |
| Hinterstraße 18 (Karte) | Wohnhaus     | Aktuelle Adresse: Hinterstr. 16    | 094 30528          | Baudenkmal     | BW             |
| Vorderstraße 1, 2, 3, 4, 5, 7, 8, 9, 10, 11, 12, 13, 14, 15, 16, 17, 21, 21a, 22, 23, 24, 25, 26, 27, 28, 29, 30, 31, 32, 33, 34, 35, 36, 37, 38, 43, 44 (Karte) | Straßenzug   |                                    | 094 30527          | Denkmalbereich | BW             |

### Altensalzwedel
| Lage                  | Bezeichnung        | Beschreibung | Erfassungs- nummer | Ausweisungsart | Bild           |
| --------------------- | ------------------ | ------------ | ------------------ | -------------- | -------------- |
| Dorfstraße (Karte)    | Kirche             |              | 094 05839          | Baudenkmal     | Weitere Bilder |
| Dorfstraße (Karte)    | Kriegerdenkmal     |              | 094 90376          | Baudenkmal     | BW             |
| Dorfstraße 12 (Karte) | Torscheune         |              | 094 90380          | Baudenkmal     | BW             |
| Dorfstraße 14 (Karte) | Torscheune         |              | 094 90379          | Baudenkmal     | BW             |
| Dorfstraße 15 (Karte) | Wirtschaftsgebäude |              | 094 90381          | Baudenkmal     | BW             |
| Dorfstraße 18 (Karte) | Mühlenhof          |              | 094 90378          | Baudenkmal     | BW             |
| Dorfstraße 26 (Karte) | Torscheune         | abgerissen   | 094 90377          | Baudenkmal     | BW             |

### Baars
| Lage    | Bezeichnung | Beschreibung | Erfassungs- nummer | Ausweisungsart | Bild   |
| ------- | ----------- | ------------ | ------------------ | -------------- | ------ |
| (Karte) | Kirche      |              | 094 61167          | Baudenkmal     | Kirche |

### Hagen
| Lage               | Bezeichnung | Beschreibung | Erfassungs- nummer | Ausweisungsart | Bild   |
| ------------------ | ----------- | ------------ | ------------------ | -------------- | ------ |
| Dorfstraße (Karte) | Kirche      |              | 094 05840          | Baudenkmal     | Kirche |

### Klein Apenburg
| Lage                | Bezeichnung    | Beschreibung | Erfassungs- nummer | Ausweisungsart | Bild   |
| ------------------- | -------------- | ------------ | ------------------ | -------------- | ------ |
| Dorfplatz (Karte)   | Kirche         |              | 094 90289          | Baudenkmal     | Kirche |
| Dorfplatz (Karte)   | Kriegerdenkmal |              | 094 90304          | Baudenkmal     | BW     |
| Dorfplatz 7 (Karte) | Bauernhof      |              | 094 90302          | Baudenkmal     | BW     |

### Quadendambeck
| Lage                      | Bezeichnung | Beschreibung | Erfassungs- nummer | Ausweisungsart | Bild   |
| ------------------------- | ----------- | ------------ | ------------------ | -------------- | ------ |
| Dorfstrasse (Karte)       | Kirche      |              | 094 61168          | Baudenkmal     | Kirche |
| Dorfstraße 13, 14 (Karte) | Bauernhof   |              | 094 61169          | Baudenkmal     | BW     |

### Recklingen
| Lage                                              | Bezeichnung | Beschreibung | Erfassungs- nummer | Ausweisungsart | Bild   |
| ------------------------------------------------- | ----------- | ------------ | ------------------ | -------------- | ------ |
| Dorfstr. gegenüber Nr. 12a (Karte)                | Kirche      |              | 094 61170          | Baudenkmal     | Kirche |
| Dorfstraße gegenüber Nr. 25, neben Nr. 18 (Karte) | Bauernhof   |              | 094 61171          | Baudenkmal     | BW     |

### Saalfeld
| Lage                 | Bezeichnung    | Beschreibung | Erfassungs- nummer | Ausweisungsart | Bild   |
| -------------------- | -------------- | ------------ | ------------------ | -------------- | ------ |
| Dorfplatz (Karte)    | Kirche         |              | 094 05841          | Baudenkmal     | Kirche |
| Dorfplatz (Karte)    | Kriegerdenkmal |              | 094 90394          | Baudenkmal     | BW     |
| Dorfplatz 2 (Karte)  | Bauernhaus     |              | 094 90396          | Baudenkmal     | BW     |
| Dorfplatz 8 (Karte)  | Bauernhof      |              | 094 90392          | Baudenkmal     | BW     |
| Dorfplatz 11 (Karte) | Bauernhaus     |              | 094 90391          | Baudenkmal     | BW     |
| Dorfplatz 13 (Karte) | Bauernhaus     |              | 094 90393          | Baudenkmal     | BW     |
| Dorfplatz 17 (Karte) | Bauernhaus     |              | 094 90395          | Baudenkmal     | BW     |

### Winterfeld
| Lage                                                                           | Bezeichnung           | Beschreibung                                           | Erfassungs- nummer | Ausweisungsart | Bild           |
| ------------------------------------------------------------------------------ | --------------------- | ------------------------------------------------------ | ------------------ | -------------- | -------------- |
| Achterstraße 68 Kreuzung B71 mit Schul- und Achterstraße (Karte)               | Wohnhaus              |                                                        | 094 06546          | Baudenkmal     | BW             |
| Bundesstraße 71 gegenüber der Tankstelle an der südlichen Ortseinfahrt (Karte) | Distanzstein          |                                                        | 094 61164          | Kleindenkmal   | Distanzstein   |
| Lindenstraße, vormals Dorfstraße (Karte)                                       | Dorfkirche Winterfeld | Anfang des 13. Jahrhunderts errichtete Feldsteinkirche | 094 06063          | Baudenkmal     | Weitere Bilder |
| Lindenstraße nördlich des Kirchhofs, vormals Dorfstraße (Karte)                | Kriegerdenkmal        |                                                        | 094 61165          | Kleindenkmal   | Kriegerdenkmal |
| Lindenstraße 24, vormals Dorfstraße 24 (Karte)                                 | Bauernhaus            |                                                        | 094 61166          | Baudenkmal     | Bauernhaus     |

## Ehemalige Denkmale
Die nachfolgenden Objekte waren ursprünglich ebenfalls denkmalgeschützt oder wurden in der Literatur als Kulturdenkmale geführt. Die Denkmale bestehen heute jedoch nicht mehr oder die Unterschutzstellung wurde aufgehoben.

### Apenburg
| Lage                    | Bezeichnung | Beschreibung | Erfassungs- nummer | Ausweisungsart | Bild |
| ----------------------- | ----------- | --- | ------------------ | -------------- | ---- |
| Vorderstraße 35 (Karte) | Wohnhaus    | Wohnhaus, das Gebäude wurde nach einer erteilten Genehmigung abgerissen und im Jahr 2017 aus dem Denkmalverzeichnis ausgetragen. | 094 30562          | Baudenkmal     | BW   |

## Legende
In den Spalten befinden sich folgende Informationen:
- Lage: Nennt den Straßennamen und wenn vorhanden die Hausnummer des Kulturdenkmals. Die Grundsortierung der Liste erfolgt nach dieser Adresse. Der Link „Karte“ führt zu verschiedenen Kartendarstellungen und nennt die geographischen Koordinaten.
Link zu einem Kartenansichtstool, um Koordinaten zu setzen. In der Kartenansicht sind Baudenkmale ohne Koordinaten mit einem roten bzw. orangen Marker dargestellt und können in der Karte gesetzt werden. Baudenkmale ohne Bild sind mit einem blauen bzw. roten Marker gekennzeichnet, Baudenkmale mit Bild mit einem grünen bzw. orangen Marker.
- Offizielle Bezeichnung: Nennt den Namen, die Bezeichnung oder zumindest die Art des Kulturdenkmals und verlinkt, soweit vorhanden, auf den Artikel zum Objekt.
- Beschreibung: Nennt bauliche und geschichtliche Einzelheiten des Kulturdenkmals, vorzugsweise die Denkmaleigenschaften.
- Erfassungsnummer: Für jedes Kulturdenkmal wird in Sachsen-Anhalt eine 20stellige Erfassungsnummer vergeben. Die letzten zwölf Ziffern werden für die Untergliederung nach Teilobjekten genutzt und werden nur angegeben, soweit vergeben. In dieser Spalte kann sich folgendes Icon  befinden, dies führt zu Angaben zu diesem Baudenkmal bei Wikidata.
- Ausweisungsart: Die Einordnung des Denkmales nach § 2 Abs. 2 DenkmSchG LSA
- Bild: Ein Bild des Denkmales, und gegebenenfalls einen Link zu weiteren Fotos des Kulturdenkmals im Medienarchiv Wikimedia Commons. Wenn man auf das Kamerasymbol klickt, können Fotos zu Kulturdenkmalen aus dieser Liste hochgeladen werden: